# Can Nebot (Vilanant)
Can Nebot és una casa de Vilanant (Alt Empordà) inclosa a l'Inventari del Patrimoni Arquitectònic de Catalunya.

## Descripció
Masia situada a prop de la carretera que porta de Vilanant a Navata. És una masia de grans dimensions de planta baixa, dos pisos i golfes. Les obertures són rectangulars, exceptuant les de les golfes que són òculs de maons. El teulat és a dues vessants. L'accés al mas es fa a través d'un arc rebaixat a on hi figura la inscripció: J NABOT ME FECIT DIE XX APRILIS ANNI DOMINI MDCCCLXVI. Interiorment cal destacar una galeria d'arcs de mig punt amb columnes dòriques.